# Грейлих, Герман
Герман Грейлих (нем. Herman Greulich; 9 апреля 1842, Бреслау — 8 ноября 1925, Цюрих) — швейцарский социал-демократ, политик и публицист. Один из основателей Социал-демократической партии Швейцарии и лидер её правого крыла.

## Биография
Герман Грейлих родился в Силезии в семье кучера Иоганна Готлиба Грейлиха и няни Розины Грейлих (урождённой Франске). С 1848 по 1856 год он посещал школу для бедных в Бреслау. В 1856 году начал учиться на перчаточника, но был вынужден оставить это занятие из-за болезни глаз и выбрал профессию переплётчика, обучавшись ей с 1857 по 1862 год в Бреслау. В 1862 году отправился в путешествие, во время которого работал в Силезии, Богемии, Моравии, Нижней Австрии, Баварии, Тироле и Вюртемберге, а затем приехал в Ройтлинген, который в то время был оплотом либерализма. Оттуда он вместе с Фридрихом Ланге и Августом Бебелем вёл кампанию за всеобщее избирательное право. В 1865 году, в возрасте 23 лет, поселился в Цюрихе.
Сначала работал по специальности — переплётчиком, затем, с 1866 по 1869 год, помощником в фотоателье. В 1869 году Грейлих основал первую социалистическую газету в Швейцарии — еженедельную газету «Zürcher Tagwacht», которую он поначалу редактировал за ежемесячную зарплату в 30-40 франков и даже частично сам печатал и перепечатывал. В 1873 году был основан Швейцарский рабочий союз, который совместно с Союзом Грютли подал петицию о десятичасовом рабочем дне. Принятие Закона о швейцарских фабриках на референдуме 21 октября 1877 года можно охарактеризовать как видимый успех деятельности Грейлиха. В то время швейцарское фабричное законодательство было уникальным в мире.
Политическая деятельность едва не оказалась роковой для Грейлиха, когда он захотел натурализоваться в мунипалитете Хирсланден в 1877 году: только половина лиц, имеющих право голоса на решающем собрании общины, проголосовали за предоставление «социалистическому вождю» швейцарского гражданства. Решающий голос либерального мэра в конечном итоге склонил чашу весов в пользу Грейлиха.
В 1880 году он сильно пострадал от экономического кризиса. Ему пришлось сводить концы с концами черновой работой. В 1880—1884 году Грейлих работает обжарщиком кофе в Цюрихском потребительском обществе. В 1884 года он устроился в Статистическое управлении кантона Цюрих и с 1885 по 1887 год возглавлял это управление. В 1887 году Грейлих занял должность первого штатного секретаря рабочих в Швейцарии.
С 1875 года и до своей смерти в 1925 году Герман Грейлих жил по адресу Клусштрассе, 28 в буржуазном районе Цюрих-Хирсланден, который был включён в городской план в 1893 году. Улица Герман-Грейлих-Штрассе, названная в его честь, расположена в Цюрих-Ауссерзиль, районе, где преобладает рабочий класс. Также, в 1933 году в его честь была названа площадь Германа Грейлиха в венском районе Донауштадт (22-й район).
Герман Грейлих умер 8 ноября 1925 года и похоронен на кладбище Рехальп в Цюрихе.

## Политическая деятельность
Переехав в Швейцарию, Грейлих стал членом Немецкого союза рабочего образования «Eintracht», присоединившись к либеральному рабочему движению Германа Шульце-Делича в Германии. Помимо учения Шарля Фурье, с которым его познакомил Карл Бюркли. Также на него оказал влияние Фридрих Альберт Ланге. Помимо этого, Грейлих читал труды Фердинанда Лассаля, Карла Маркса и Фридриха Энгельса. Продолжительным было и влияние демократов. В 1867 году Грейлих вступил в Международное товарищество рабочих (МТР), стал одним из основателей его секции в Цюрихе и принял участие в двух конгрессах МТР. Грейлих основал первые швейцарские профсоюзы и первую социал-демократическую партию (1870), которая, однако, просуществовала всего два года, не в последнюю очередь из-за сопротивления Союза Грютли. Только третья попытка создания партии, предпринятая Альбертом Штеком в 1888 году, увенчалась успехом.
Впоследствии Герман Грейлих занимал различные парламентские должности: он был членом кантонального совета Цюриха (в 1890—1893, 1896—1899 и 1901—1925) и членом городского совета Цюриха (1892—1925). На парламентских выборах 1902 года Грейлих был избран в Национальный совет, но потерял своё место спустя три года. В 1905 году он стал одним из основателей Ассоциации муниципальных и государственных служащих (ныне VPOD) и до 1915 года был её первым президентом. В 1908 году он был переизбран в Национальный совет, где оставался до своей смерти и был его старейшим членом в 1919 и 1922 годах. Неоднократно посещал конгрессы Второго интернационала. Кроме политических должностей, Грейлих был певцом в смешанном хоре города Цюриха и совершенствовал свое образование в области истории и языков.
Грейлих выступал против анархистов и революционных целей в партии; его подход был преимущественно социально-реформистским. Во всех советах он уделял особое внимание вопросам социальной политики и избирательного права женщин. Грейлих критиковал рабочее движение, которое стало более радикальным после 1900 года. Он отверг тактику всеобщей забастовки, как и левые движения, возникшие во время Первой мировой войны, а позднее и коммунистов, но защищал Общенациональную забастовку 1918 года. За это Грейлих неоднократно подвергался критике со стороны более радикальных сил внутри своей партии. В 1916 году о нём и других швейцарских социал-демократах в своих сочинениях рассуждал Ленин, но лично знакомы они не были, несмотря на то, что тот некоторое время жил в Цюрихе.
На протяжении всей своей жизни Герман Грейлих оставался приверженцем политического прагматизма. Его целью было улучшить положение рабочего класса, используя политические средства, предлагаемые швейцарским федеральным государством с его республиканской конституцией и, в частности, с его возможностями прямого демократического участия. Его пожизненная и в целом успешная приверженность делу более справедливого общественного порядка дала ему прозвище «Папа Грейлих» и статус пионера швейцарского рабочего движения и международного социалистического движения.

## Семья
В 1867 году в Цюрихе Грейлих женился на Иоганне Кауфманн, дочери архитектора Генриха Фюрхтеготта Кауфманна. В браке у них родилось семеро детей, в том числе, Гертруда Медичи-Грейлих, которая продолжала дело отца.
Правнук — бывший профсоюзный политик Цюриха Марко Медичи-Нидербергер (25 сентября 1945 — 10 марта 2023), много лет занимал должность президента цюрихского отделения ассоциации AVIVO, а также вице-президента национальной ассоциации. Его дочь, праправнучка Грейлиха, Габриэла Медичи, — юрист, с 2018 года занимает должность центрального секретаря в SGB в Берне.
Основная коллекция наследия Грейлиха принадлежала Герольду Мейеру (1900—1990), который был женат на Хелене ван Хасц, внучке Германа Грейлиха, и организовал выставку работ Грейлиха в Народном доме Цюриха в 1942 году. Для этой выставки Герольд Мейер в первую очередь использовал личную переписку и семейные вещи, оставшиеся в семье после смерти Грейлиха. Первоначально документы, собранные для выставки, хранились в таунхаусе четы Мейер-ван Хасц в Воллисхофене. В 1960 году бездетная пара Мейер-ван Хасц переехала и многие из экспонатов выставки оказались в чердачных помещениях дома, купленного Хеленой Майер-ван Хасц. С тех пор имение Германа Грейлиха считалось утраченным.
Письменное наследие Германа Грейлиха было передано Швейцарскому социальному архиву в октябре 2010 года Германом Шмидтом, бывшим федеральным судьей Арау. Небольшая последующая передача поступила в Швейцарский социальный архив через Дж. Медичи в 2024 году.